# Gewichtsklassen (Ringen)
Im Ringen gibt es seit 2018 zehn Gewichtsklassen. Die Gewichtsklassen im Freistilringen der Männer, im Freistilringen der Frauen und im griechisch-römischen Stil der Männer sind unterschiedlich aufgebaut.
Anders als bei anderen Sportarten mit Gewichtsklassen gibt es für Ringer und Ringerinnen auch in der schwersten Gewichtsklasse ein Höchstgewicht, das eingehalten werden muss. Bei den Männern liegt es bei 125 kg (Freistil) bzw. bei 130 kg (gr.-röm. Stil), bei Frauen bei 76 kg. Das obligatorische Wiegen erfolgt meist eine halbe Stunde vor dem Wettkampf.

## Klassen bei Senioren, Unter-23-Senioren sowie Junioren
Die Gewichtsklassen werden zwischen Freistil und griechisch-römischen Stil sowie zwischen Männern und Frauen unterschieden.
| Gewichtsklasse | Männer Freistil | Männer gr.-röm. Stil | Frauen Freistil |
| -------------- | --------------- | -------------------- | --------------- |
| 1.             | 0–57 kg         | 0–55 kg              | –50 kg          |
| 2.             | 0–61 kg         | 0–60 kg              | –53 kg          |
| 3.             | 0–65 kg         | 0–63 kg              | –55 kg          |
| 4.             | 0–70 kg         | 0–67 kg              | –57 kg          |
| 5.             | 0–74 kg         | 0–72 kg              | –59 kg          |
| 6.             | 0–79 kg         | 0–77 kg              | –62 kg          |
| 7.             | 0–86 kg         | 0–82 kg              | –65 kg          |
| 8.             | 0–92 kg         | 0–87 kg              | –68 kg          |
| 9.             | 0–97 kg         | 0–97 kg              | –72 kg          |
| 10.            | –125 kg         | –130 kg              | –76 kg          |

Für Olympische Sommerspiele und deren Qualifikationsturniere sind lediglich sechs Gewichtsklassen pro Stil und Geschlecht vorgesehen.
| Gewichtsklasse     | Männer Freistil | Männer gr.-röm. Stil | Frauen Freistil |
| ------------------ | --------------- | -------------------- | --------------- |
| Fliegengewicht     |                 |                      | –50 kg          |
| Bantamgewicht      | 0–57 kg         | 0–60 kg              | –53 kg          |
| Leichtgewicht      | 0–65 kg         | 0–67 kg              |                 |
| Weltergewicht      | 0–74 kg         | 0–77 kg              | –57 kg          |
| Mittelgewicht      | 0–86 kg         | 0–87 kg              | –62 kg          |
| Halbschwergewicht  |                 |                      | –68 kg          |
| Schwergewicht      | 0–97 kg         | 0–97 kg              | –76 kg          |
| Superschwergewicht | –125 kg         | –130 kg              |                 |

Nur beim Ringen hat die höchste Gewichtsklasse ein oberes Limit.

## Kategorien der Jugendlichen
Im Ringen existieren vor der Klasse der Senioren die vier Altersklassen U15 (14 bis 15 Jahre), Kadetten (16 bis 17 Jahre), Junioren (18 bis 20 Jahre) und U23 (19 bis 23 Jahre). Unter-23-Senioren sowie Junioren treten in den Gewichtsklassen der Senioren an. Die Gewichtsklassen der Unter-15-Junioren sowie der Kadetten sind der Tabelle zu entnehmen.
| Gewichtsklasse | Unter-15-Junioren | Unter-15-Juniorinnen | Kadetten | Kadettinnen |
| -------------- | ----------------- | -------------------- | -------- | ----------- |
| 1.             | 34–38 kg          | 29–33 kg             | 41–45 kg | 36–40 kg    |
| 2.             | –41 kg            | –36 kg               | –48 kg   | –43 kg      |
| 3.             | –44 kg            | –39 kg               | –51 kg   | –46 kg      |
| 4.             | –48 kg            | –42 kg               | –55 kg   | –49 kg      |
| 5.             | –52 kg            | –46 kg               | –60 kg   | –53 kg      |
| 6.             | –57 kg            | –50 kg               | –65 kg   | –57 kg      |
| 7.             | –62 kg            | –54 kg               | –71 kg   | –61 kg      |
| 8.             | –68 kg            | –58 kg               | –80 kg   | –65 kg      |
| 9.             | –75 kg            | –62 kg               | –92 kg   | –69 kg      |
| 10.            | –85 kg            | –66 kg               | –110 kg  | –73 kg      |

## Entwicklung der Gewichtsklassen im Ringen
Bei den antiken Olympischen Spielen gab es keine Gewichtsbeschränkung. Ebenso war es auch bei den ersten Olympischen Spielen der Neuzeit in Athen. Kleinere und leichtere Ringer waren deshalb benachteiligt. 
Die Ringer-Weltmeisterschaften 1904 waren eines der ersten Turniere, bei denen nach Gewicht unterschieden wurde. Das „2-Klassen-System“ sah eine Klasse für die Ringer mit einem Körpergewicht unter und eine für über 75 kg vor. 1906 gab es auch bei Deutschen Meisterschaften erstmals Gewichtsklassen (Leicht-, Mittel- und Schwergewicht). Bei den Olympischen Sommerspielen 1912 in Stockholm, wurde zwischen Feder- (bis 60 kg), Leicht- (bis 67,5 kg), Mittel- (bis 75 kg), Halbschwer- (bis 82,5 kg) und Schwergewicht (über 82,5 kg) unterschieden. Auch nach dem Ersten Weltkrieg wurde diese Einteilung beibehalten. Bei den Olympiaden 1924 und 1928 wurden im griechisch-römischen Stil Sieger in sechs Gewichtsklassen ermittelt, im Freistil in sieben. Dies lag an der unterschiedlichen Festlegung der Schwergewichtsmarke. Im griechisch-römischen Stil lag sie nach wie vor bei 82,5 kg, im Freistil dagegen bei 87 kg. Das Einteilungssystem im Freistil wurde ab 1930 auch für den griechisch-römischen Stil verwendet.
Nach dem Zweiten Weltkrieg wurde mit dem Fliegengewicht eine achte Gewichtsklasse eingeführt. Die einzelnen Klassen lagen nun bei 52, 57, 62, 67, 73, 79, 87 und über 87 kg. 1962 wurden die Klassen geringfügig verändert, das Schwergewicht begann nun ab 97 kg. Zu den Olympischen Spielen 1972 wurden die Einteilung in 10 Gewichtsklassen eingeführt. Die dabei neu hinzukommenden Gewichtsklassen waren das Papiergewicht (unter 48 kg) und das Superschwergewicht (über 100 kg). 1985 wurde das Superschwergewicht auf bis zu 130 kg begrenzt, 2002 wurde dieser Wert auf 120 kg gesenkt. Mit 10 Klassen war die Anzahl der Klassen zwischen 1972 und 1996 gleich den heutigen. Während dieser Zeit blieben die Einteilungen unverändert. Erst nach den Olympischen Spielen von 1996 senkte man die Anzahl der Klassen wieder auf acht. Ab 2002 gab es wieder sieben Gewichtsklassen. Seit 2018 gibt es zehn Gewichtsklassen. 